# Ted Lindsay
Robert Blake Theodore "Terrible Ted" Lindsay (Renfrew, Ontario, 29 de julio de 1925-Oakland Township, 4 de marzo de 2019) fue un jugador canadiense de hockey sobre hielo profesional.

## Biografía
Lindsay jugó un total de 17 temporadas en la Liga Nacional de Hockey (NHL). Jugó para los Red Wings de Detroit y los Black Hawks de Chicago. Durante su carrera, Lindsay fue capaz de ganar la Copa Stanley cuatro veces y ganó el Trofeo Art Ross una vez. Fue apodado "Ted el Terrible" por su participación en la creación de la Asociación Nacional de Jugadores de la Liga de Hockey (NHLPA) y debido a esto fue trasladado a Chicago. También se desempeñó como Gerente General y Entrenador Principal de Detroit Red Wings.
Lindsay fue admitido en el Salón de la Fama del Hockey en 1966. Su camiseta número 7 fue retirada por los Red Wings el 10 de noviembre de 1991. En 1998, The Hockey News clasificó a Lindsay como el número 21 en su lista de los 100 mejores jugadores de hockey.